# Hydrolagus ogilbyi
Hydrolagus ogilbyi är en broskfiskart som först beskrevs av Edgar Ravenswood Waite 1898.  Hydrolagus ogilbyi ingår i släktet Hydrolagus och familjen havsmusfiskar. Inga underarter finns listade i Catalogue of Life.
Arten förekommer med flera från varandra skilda populationer i havet kring Australien. Den vistas vanligen i områden som ligger 130 till 870 meter under havsytan. Exemplaren når en absolut längd av upp till 104 cm inklusive en 60 cm lång svans. Hannar blir könsmogna vid en längd av 63 cm och honor behöver antagligen vara lite större. Honor lägger ägg. När äggen kläcks är ungarna cirka 14 cm långa.
Flera exemplar hamnar som bifångst i fiskenät. Hela populationen minskar. IUCN kategoriserar arten globalt som nära hotad.